# 股直肌
股直肌是人体的四个股四头肌之一。其他的是内侧股神经，中间股肌（股直肌深处）和外侧股肌。股四头肌的所有四个部分都由股四头肌腱附着到髕骨（膝盖骨）上。
股直肌位于大腿前部的中间;它呈梭状，其表层纤维呈双斜形排列，深层纤维呈笔直形（拉丁語：  rectus）到深层腱膜炎。它的功能是在髋关节弯曲大腿，在膝盖关节伸展腿。 

## 结构
它由两根肌腱引起：一是前下棘，前或笔直。另一种是从髋臼边缘上方的凹槽向后或反射。
两者以锐角结合并扩散到腱膜，腱膜在肌肉的前表面向下延长，并由此产生肌肉纤维。
在一个广泛的和厚腱膜占据其后表面的下三分之二，并且，逐渐变窄成扁平腱肌肉端部，被插入的底座髌骨。

### 神经供应
大腿主動收縮的神經元起源於中央前回內側（大腦的主要運動區域）的頂峰附近。這些神經元傳送神經訊號，該訊號由皮質脊髓束向下傳遞至腦幹和脊髓。訊號開始於上運動神經元，從上中樞神經回攜帶訊號，向下穿過內囊，穿過腦柄，再進入髓質。在髓金字塔中，皮質脊髓束消退併成為外側皮質脊髓束。神經訊號將繼續沿皮質脊髓外側束向下傳播，直至到達脊神經L4。此時，神經訊號將從上運動神經元突觸到下運動神經元。訊號將通過L4的前根進入L4神經的前支，而脊髓則通過腰神經叢。 L4根的後部是股神經。股神經支配股四頭肌，其中四分之一是股直肌。當股直肌從中央前回的內側接收到一直傳遞的訊號時，它會收縮，使膝蓋伸展並使臀部的大腿屈曲。

## 功能
股直肌，缝匠肌和髂腰肌是大腿在臀部的屈肌。当膝盖伸直时，股直肌是较弱的髋屈肌，因为它已经缩短了，因此患有主动功能不全;该动作将比股直肌吸收更多的骨，大腰大肌，筋膜张肌和其余的髋屈肌。
类似地，当髋关节弯曲时，股直肌在膝关节伸展中也不占优势，因为它已经被缩短，因此患有活动不足。从本质上讲：从坐姿伸展膝盖的动作主要由股外侧肌，股内侧肌和中间股肌驱动，而股直肌则较少。
在另一种极端情况下，由于被动功能不全，肌肉在全髋关节伸展和膝关节屈曲的位置上可能会屈曲臀部和伸展膝盖的能力受到损害。
股直肌是臀部和膝盖的膕绳肌的直接拮抗剂。

## 临床意义

### 拉紧
股直肌劳损，称为髋屈肌劳损 ，通常是肌腱附着在pat骨上或肌肉本身的一种损伤。受伤通常是部分撕裂，但也可能是完全撕裂。这种伤害是由与短跑，跳跃或踢脚有关的有力运动引起的，常见于足球或足球等运动中。股直肌容易穿过膝盖和髋部，因此容易受伤。症状包括髋部前部或腹股沟突然剧烈疼痛，肿胀和淤青，以及无法用完全的泪水使股直肌收缩。 

### 撕脱性骨折
股直肌肌腱可导致髋臼前下胫骨（AIIS）碎片撕脱，即所谓的撕脱性骨折。这是由于肌肉的强力收缩所产生的力大于将骨头固定在一起的力。这是一种公认的但异常的运动损伤，可能会影响年轻运动员。 